# Maagdenburger halve bollen

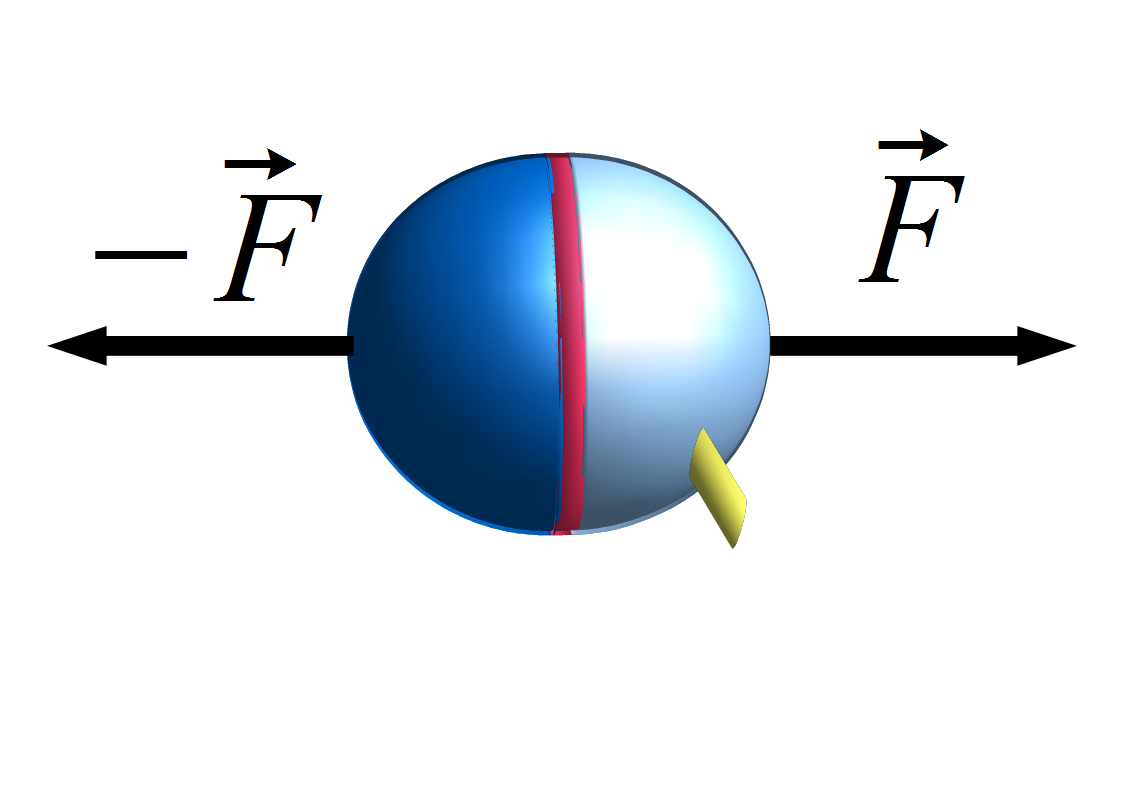
twee holle halve bollen
afdichting
afzuigen van de lucht

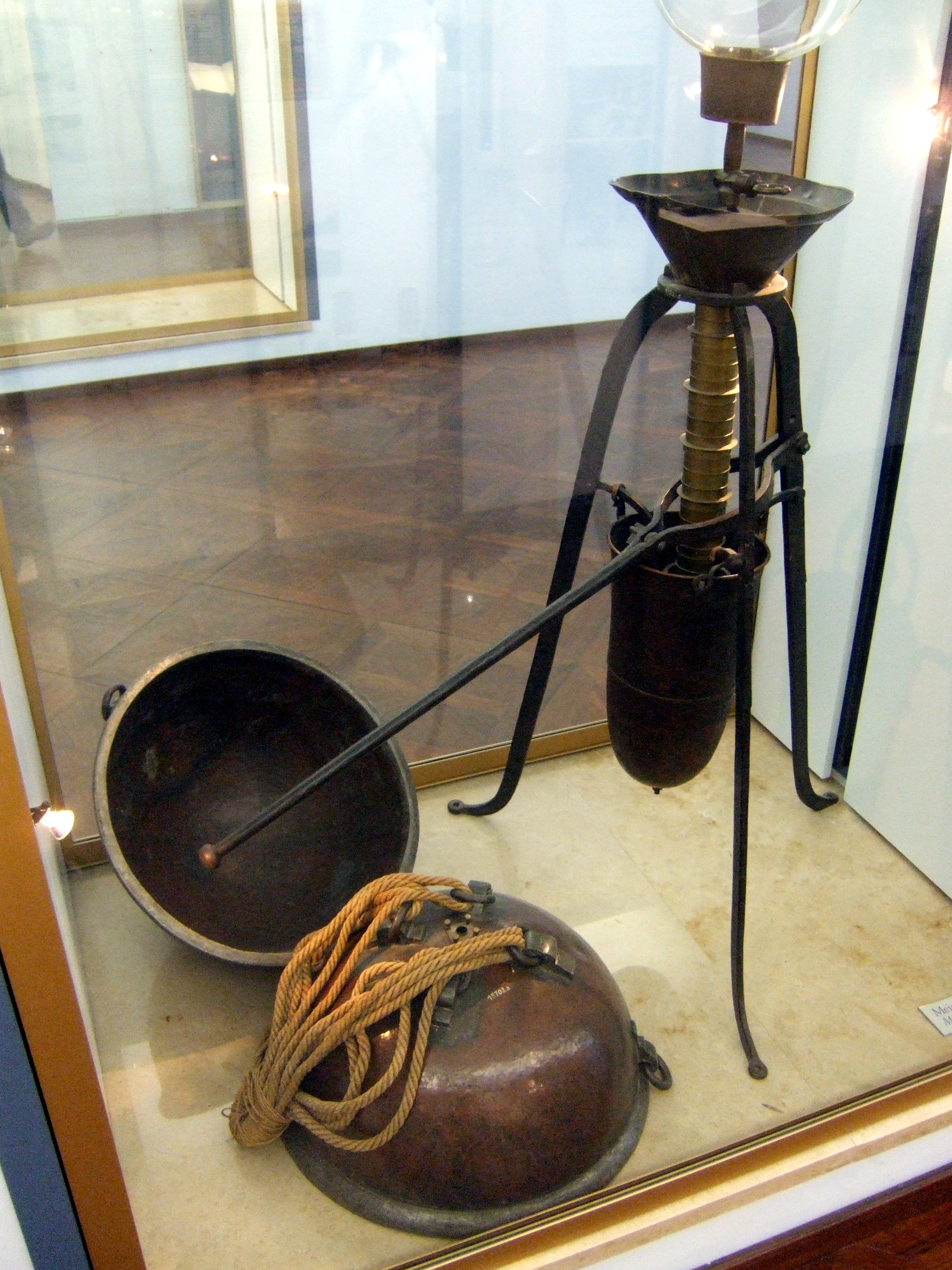
Originele Maagdenburgse halve bollen met vacuümpomp
Deutsches Museum te München

De Maagdenburger halve bollen zijn twee losse halve bollen van sterk materiaal die tegen elkaar aan worden gehouden, waarna de ruimte binnen de zo ontstane bol vacuüm wordt gezogen. Door de luchtdruk op het buitenoppervlak blijven de halve bollen tegen elkaar aangedrukt.
Deze proef werd door Otto von Guericke, de toenmalige burgemeester van het Duitse Maagdenburg, in 1654 voor het eerst uitgevoerd. Zestien paarden waren niet in staat de twee bolhelften met een diameter van ongeveer 50 cm van elkaar te scheiden. De kracht die overwonnen had moeten worden, bedroeg dan ook ruim 20.000 N, wat gelijk is aan het gewicht van een massa van twee ton. Von Guericke demonstreerde dat er een luchtdruk is, die het gevolg is van het gewicht van de aardatmosfeer. Von Guericke werd zo de grondlegger van de vacuümtechniek.

## Wetenswaardigheden
- Drs. P doet in zijn liedje 'Maagdenburger halve bollen' het hele proces uit de doeken.
- Gerrit Komrij debuteerde in 1968 met de dichtbundel 'Maagdenburgse halve bollen'.